# Bow Mar
Bow Mar es un pueblo ubicado en los condados de Arapahoe y Jefferson en el estado estadounidense de Colorado. En el Censo de 2010 tenía una población de 866 habitantes y una densidad poblacional de 400,92 personas por km².

## Geografía
Bow Mar se encuentra ubicado en las coordenadas 39°37′36″N 105°3′3″O / 39.62667, -105.05083. Según la Oficina del Censo de los Estados Unidos, Bow Mar tiene una superficie total de 2.16 km², de la cual 1.77 km² corresponden a tierra firme y (18.11%) 0.39 km² es agua.

## Demografía
Según el censo de 2010, había 866 personas residiendo en Bow Mar. La densidad de población era de 400,92 hab./km². De los 866 habitantes, Bow Mar estaba compuesto por el 95.61% blancos, el 0.23% eran afroamericanos, el 0.12% eran amerindios, el 1.39% eran asiáticos, el 0% eran isleños del Pacífico, el 0.58% eran de otras razas y el 2.08% pertenecían a dos o más razas. Del total de la población el 2.89% eran hispanos o latinos de cualquier raza.